# رونکیان
محله ای در غرب صومعه سرا که سر جاده کسما قرارگرفته است . این محله در میان محله های کسما، عربان، قصابسرا محصور شده است . راه ارتباطی اصلی آن بلوار شهدای سرشاد می باشد.